# AGM-45 Shrike

En AGM-45 Shrike träffar sitt mål under en provskjutning.

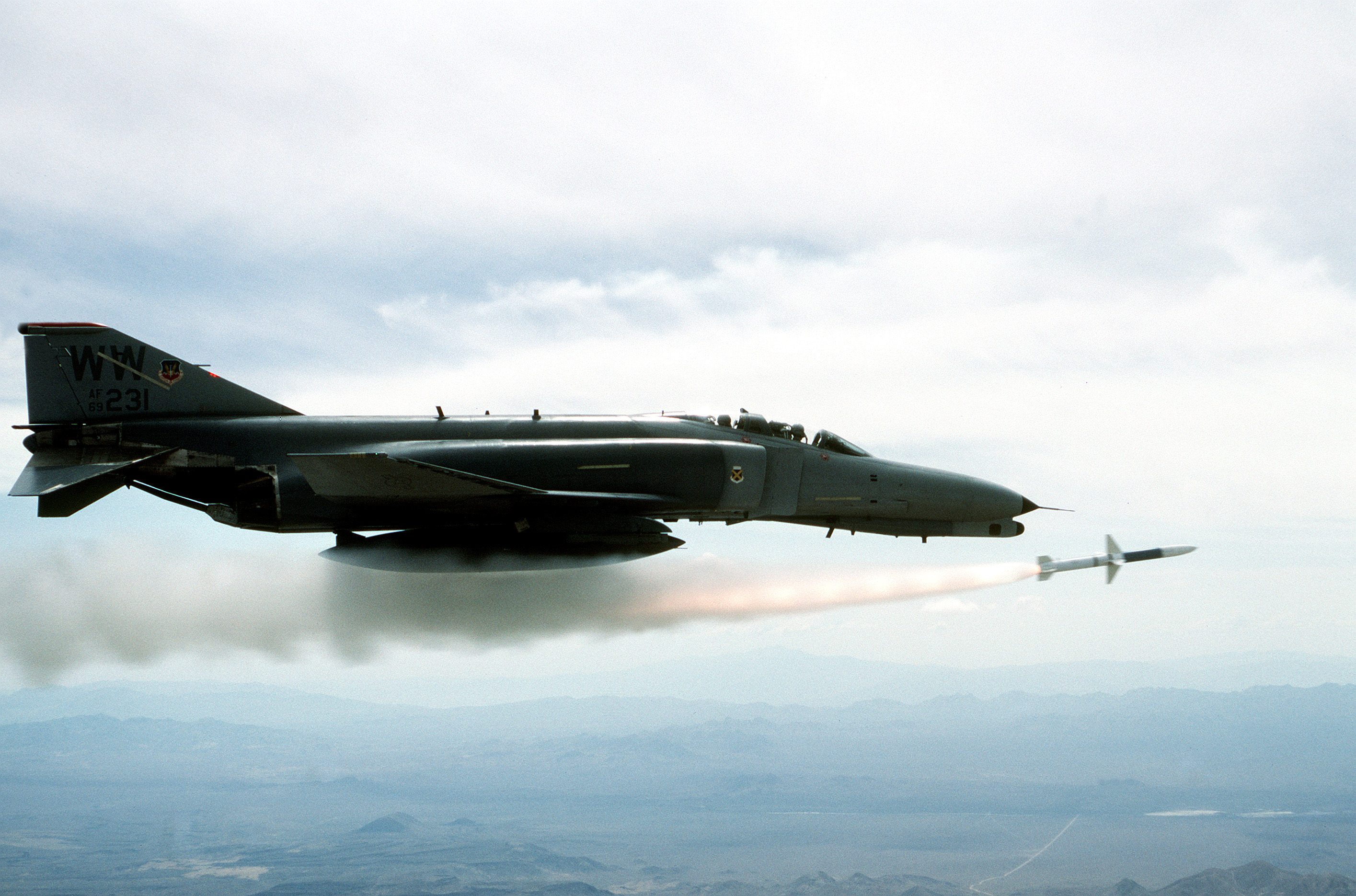
En EF-4G Wild Weasel från 37:e jaktdivisionen avfyrar en AGM-45, augusti 1988.

AGM-45 Shrike (svenska: Törnskata) är en signalsökande robot utvecklad av amerikanska flottans vapenavdelning i China Lake i Kalifornien och tillverkad av Texas Instruments.

## Design
AGM-45 Shrike är i grunden en AIM-7 Sparrow som försetts med en mindre raketmotor, mindre fenor, större sprängladdning och en passiv radarmålsökare. Roboten konstruerades för att möta hotet från det sovjet-tillverkade luftvärnsrobotsystemet S-75 Dvina.
Designen hade ett antal nackdelar. Det hade kortare räckvidd än S-75 Dvina, vilket gjorde att flygplanet som avfyrade roboten fortfarande var sårbart för moteld. En metod att undvika det var att avfyra roboten i kastbana från låg höjd. Målsökaren hade ett väldigt smalt sökområde (bara ±3°), vilket gjorde det nödvändigt att sikta med roboten. Dessutom var mottagaren smalbandig, vilket gjorde att man redan innan man startade var tvungen att byta till den målsökare som matchade det mål man skulle anfalla. Ytterligare en nackdel var att sprängladdningen ofta var för liten för att vålla några större skador än en sönderskjuten radarantenn som gick relativt enkelt att byta.

## Historia

### Vietnamkriget
I början av vietnamkriget användes AGM-45 från flygvapnets F-105 Thunderchiefs och senare av F-4 Phantom II specialbyggda för att bekämpa fientligt luftvärn, så kallade ”Wild Weasels”. Även flottan använde roboten från sina A-4 Skyhawks och A-6 Intruders. År 1968 togs den effektivare roboten AGM-78 Standard ARM i tjänst. Den vägde dock 6 gånger så mycket som en Shrike och kostade nästan 30 gånger så mycket. Därför fortsatte AGM-45 att användas, framför allt av flygplan som A-4 Skyhawk som var för litet för att kunna bära AGM-78 och av andra flygplan som komplement till attacklasten av vanliga sprängbomber.

### Israel
Efter att Israels flygvapen under oktoberkriget drabbats av svåra förluster från det överraskande effektiva egyptiska luftvärnet köpte Israel in ett antal AGM-45 från USA. Dessa användes senare mot syriska luftvärnsställningar i Libanon under kriget 1982.

### Falklandskriget
Trots att AGM-45 Shrike inte ingick i Brittiska flygvapnets ordinarie arsenal köptes ett mindre antal in under falklandskriget för att användas av Avro Vulcans under Operation Black Buck. Avsikten var att slå ut den Westinghouse AN/TPS-43 luftbevakningsradar som argentinska flygvapnet under april 1982 placerat ut för att bevaka luftrummet runt Falklandsöarna. Den radarn undgick att slås ut genom att operatörerna stängde av den när de insåg att de var under attack. Robotarna förstörde i stället två mindre Skyguard-radars som användes av närliggande luftvärnsförband ur armén. En av Vulcan-bombarna blev tvungen att nödlanda i Rio de Janeiro på återvägen varvid en av de ombordvarande Shrike-robotarna konfiskerades av brasilianska myndigheterna.

## Varianter
Förutom de två huvudvarianterna AGM-45A och AGM-45B med olika raketmotorer och olika räckvidd finns också en mängd olika målsökare avsedda för olika frekvensband.
| Målsökare | Frekvensband   | Frekvenser |
| --------- | -------------- | ---------- |
| Mk 22     | G-band         | 4 – 6 GHz  |
| Mk 23     | E- och F-band  | 2 – 4 GHz  |
| Mk 24     | E- och F-band  | 2 – 4 GHz  |
| Mk 25     | G-band         | 4 – 6 GHz  |
| Mk 36     | I-band         | 8 – 10 GHz |
| Mk 37     | E- och F-band  | 2 – 4 GHz  |
| Mk 49     | I-band         | 8 – 10 GHz |
| Mk 50     | E- till I-band | 2 – 10 GHz |